# Mirna Louisa-Godett
Mirna Louisa-Godett (* 29. Januar 1954) ist eine Politikerin aus Curaçao, die vom 11. August 2003 bis zum 3. Juni 2004 als 25. Premierministerin der Niederländischen Antillen amtierte.
Louisa-Godett wurde Premierministerin, nachdem Betrugsvorwürfe gegen ihren Bruder Anthony Godett, den Vorsitzenden der Partei Frente Obrero Liberashon, erhoben worden waren. Ihr Vater war Wilson Godett, auch bekannt als Papa Godett, Anführer des Aufstands auf Curaçao 1969. Kritiker warfen Louisa-Godett vor, lediglich eine Marionette ihres Bruders zu sein.
Die Regierung Godett brach Anfang 2004 wegen Korruptionsvorwürfen gegen Justizminister Ben Komproe zusammen.